# Olof Lars Westman
Olof Lars Westman, född 27 januari 1708 i Härnösand, död 24 maj 1779 i Härnösand, var en svensk domkyrkoorganist.

## Biografi
Olof Lars Westman föddes 1708 i Härnösand. Han var son till postmästaren Lars Olof Westmann (1674–1743) i Härnösand. Westman var 1725 student vid gymnasiets andra klass och blev 1727 student vid Uppsala universitet. Han var där medlem av Ångermanländska nationen. Westman blev 1732 domkyrkoorganist i Härnösands församling och från 1733 ledare för instrumentalmusiken vid Härnösands gymnasium. Han var även från 1743 postmästare i Härnösand och undervisade från 1766 i sång vid gymnasiet. Westman avled 1779 i Härnösand.